# 完颜道济
完颜道济（1140年代—1144年），中國金朝皇子，金熙宗的次子。
皇统三年（1143年），命他为中京留守，以直学士阿懒为都提点，张玄素为同提点，在左右辅导他。不久封魏王，封其母为贤妃。开始他居住在宫外，从此养之宫中。皇统四年（1144年）八月癸未，熙宗怒，将儿子杀死。

## 延伸阅读
[在维基数据编辑]
 《金史/卷80》，出自脱脱《遼史》